# Prațiukî, Dubrovîțea
Prațiukî (în ucraineană Працюки) este un sat în comuna Nîvețk din raionul Dubrovîțea, regiunea Rivne, Ucraina.

## Demografie
Componența lingvistică a localității Prațiukî
     Ucraineană (100%)
Conform recensământului din 2001, toată populația localității Prațiukî era vorbitoare de ucraineană (100%).